# Kriesha Chu
Kriesha Ziskind Teo Tiu (Macati, 20 de diciembre de 1998), más conocida por su nombre artístico Kriesha Chu (en coreano : 크리 샤 츄), es una cantante filipino-estadounidense.

## Vida y carrera
Tiu nació el 20 de diciembre de 1998 en la ciudad de Macati, Filipinas, de padres filipinos de ascendencia china  que se trasladaron de Cebu a Manila. A la edad de 2 años, Tiu emigró con su familia a San Francisco.  Luego fue descubierta por su compañía actual, Urban Works Entertainment.
Habla inglés, cebuano, tagalo y coreano, y tiene ciudadanía filipina y estadounidense.
En 2016, Chu ingresó al K-pop Star 6: The Last Chance. Fue eliminada en el séptimo episodio, pero regresó como concursante comodín. Se convirtió en miembro de Kwins, que consiste en Kim So-hee y Kim Hye-rim, donde terminaron como subcampeones de la competencia. Después de que terminó K-pop Star 6, Chu lanzó su primer álbum sencillo el 24 de mayo de 2017.
El 3 de enero de 2018, lanzó su primer miniálbum, Dream of Paradise, junto con la canción principal "Like Paradise". El sencillo principal está compuesto por el equipo de armonía de Hui y Flow Blow de Pentagon . "Sunset Dream" está compuesta por Denis Seo, Sophia Pae y la propia Chu. También contribuyó como letrista para las versiones coreana e inglesa. "Falling Star" es un proyecto de colaboración de Chu y Kim Min-joo, aprendiz de UrbanWorks Entertainment y miembro del grupo de chicas coreano-japonés IZ * ONE . Esta es su primera unidad de proyecto destacado con un compañero en prácticas de la empresa titulado Project Diary . En septiembre, Chu también apareció como la chica principal en el video musical del sencillo de Hoya, "Baby U".
En abril de 2019, contribuyó a la banda sonora de Welcome to Waikiki 2 con "Delight".  Posteriormente, Chu contribuyó a la OST de Home for Summer con "A Thousand Days 'Love" en agosto de 2019.  En octubre del 2019, debutó como actriz a través de la serie web Spunk, en la que interpretó a Ari.  En el mismo mes, Chu lanzó formalmente "I Want to See You Tomorrow" para el OST de My Sweet Melody, cuyo video musical se estrenó inicialmente en marzo de 2019.
El 24 de enero de 2020, protagonizó el video musical de "Count to Three Like a Habit" de KCM .  Chu protagonizará la serie web Live with a Ghost .  Ella ha estado intentando expandir su carrera en China.